# Michèle Mercier
Michèle Mercier, właśc. Jocelyne Yvonne Renée Mercier (ur. 1 stycznia 1939 w Nicei) – francuska aktorka filmowa.
Współpracowała z takimi reżyserami jak François Truffaut, Jean-Pierre Melville, Jacques Deray, Dino Risi, Mario Monicelli, Mario Bava, Peter Collinson i Ken Annakin. Jej głównymi partnerami w pracy byli Marcello Mastroianni, Vittorio Gassman, Jean-Paul Belmondo, Jean Gabin, Charles Aznavour, Robert Hossein, Charles Bronson, Tony Curtis oraz Charlton Heston.
Pojawiła się w ponad 50 filmach. Znana z roli Angeliki w serii filmów Markiza Angelika, Piękna Angelika, Angelika i król, Angelika wśród piratów i Angelika i sułtan.

## Filmografia
- 2011: Celles qui aimaient Richard Wagner
- 2009: Vénus&Apollon
- 2003: Sekrety kobiet (Il bello delle donne)
- 1998: La Rumbera
- 1984: Jeans Tonic
- 1979: Iron Hand
- 1977: Les femmes du monde
- 1972: Zew krwi (Call of the Wild)
- 1972: Dożywocie (Le Viager)
- 1971: Macédoine
- 1971: Nella streeta morsa del ragno
- 1971: Per amore o per forza
- 1971: Skandal w Rzymie (Roma bene)
- 1970: Najemnicy (You Can’t Win 'Em All)
- 1969: Złota wdówka (Une Veuve en or)
- 1969: Une corde, un colt
- 1968: Lady Hamilton
- 1968: Angelika i sułtan (Angélique et le sultan)
- 1967: Angelika wśród piratów (Indomptable Angélique)
- 1967: Najstarszy zawód świata (Le Plus vieux métier du monde)
- 1966: Come imparai ad amare le donne
- 1966: I Nostri mariti
- 1966: Druga prawda (La Seconde Vérité)
- 1966: Czarne słońce (Soleil noir)
- 1966: Angelika i król (Angélique et le roi)
- 1965: Wózek dla wnuka (Le Tonnerre de Dieu)
- 1965: Casanova 70
- 1965: Piękna Angelika (Merveilleuse Angélique)
- 1964: Via Veneto
- 1964: Markiza Angelika (Angélique marquise des anges)
- 1964: Miłość w czterech wymiarach (Amore in quatro dimensioni)
- 1964: Międzynarodowa sprawa (A Global Affair)
- 1964: Controsesso
- 1964: Niewierność (Alta infedelta)
- 1963: Czarne święto, inny tytuł: Trzy oblicza strachu (I tre volti della paura)
- 1963: Frenesia dell’estate
- 1963: Czwartek (Il Giovedi)
- 1963: Lalka (La Pupa)
- 1963: Symfonia na cześć masakry (Symphonie pour un massacre)
- 1963: Potwory (I Monstri)
- 1963: Starszy Ferchaut (L’Ainé des ferchaux)
- 1962: Ryczące lata (Gli anni ruggenti)
- 1962: Le prigioniere dell’isola del diavolo
- 1961: Il Giustiziere dei mari
- 1961: Le Meraviglie di Aladino
- 1961: Zatoka przemytników (Fury at Smugglers’ Bay)
- 1961: Żegnaj ponownie (Goodbye Again)
- 1960: La Brune que voilà
- 1960: La Ligne de mire
- 1960: Noce z Lukrecją Borgią (Le Notti di Lucrezia Borgia)
- 1960: La Saint mène la danse
- 1960: Strzelajcie do pianisty (Tirez sur le pianiste)
- 1959: Ein Engel auf Erden
- 1957: Chcę być gwiazdą (Donnez-moi ma chance)
- 1957: Zemsta zza grobu (Retour de manivelle)

## Cytaty
„Kiedy ludzie rozmawiają ze mną, zawsze wracają do Angélique, ale ja grałam także 50 innych kobiet. Bardzo długo starałam się o niej zapomnieć. Ale teraz postrzegam ją jako młodszą siostrę, która jest zawsze przy mnie i nauczyłam się z nią żyć.”